# Tápiószecső
Tápiószecső è un comune dell'Ungheria di 6.462 abitanti (dati 2007) situato nella contea di Pest, nell'Ungheria settentrionale.